# Język kipczacki
Język kipczacki (kumański, połowiecki) – język z tureckiej rodziny językowej, którego nazwa pochodzi od Kipczaków (których zachodni odłam był zwany Kumanami lub Połowcami), zamieszkujących w XI wieku stepy Azji Środkowej i Europy Wschodniej. Dawniej język urzędowy Chanatu Kipczackiego, dał początek kipczackiej grupie języków tureckich. Najstarsze zachowane zabytki spisane zostały w księdze Codex Cumanicus. Do XVII wieku używany był przez Ormian polskich. Zbliżonego języka używają do dziś nieliczni Karaimi (patrz – język karaimski).
Utrzymuje się, że ostatnim użytkownikiem języka był István Varró, mieszkaniec Karcagu na Węgrzech, zmarły w 1770 roku.

## Zabytki języka kipczackiego w Polsce
- Prawa Ormiańskie, przez Zygmunta I nadane w Piotrkowie roku 1519 – Biblioteka zakładu im. Ossolińskich we Wrocławiu, Nr 1916/II
- Kontrakty ślubne z m. Zamościa, 1675 i później – Główne Archiwum Akt Dawnych, Warszawa BOZ XII 9/1, BOZ XII 9/6
- Zbiór kazań wartabeda Antoniego – Instytut Historii PAN, Warszawa, Nr 6
- Księga postanowień stanisławowskiego sądu ormiańskiego (kipczackie komentarze na marginesach ksiąg w j. polskim) – Biblioteka Zakładu Narodowego im. Ossolińskich, Wrocław, Nr 1359/II
- Modlitewnik z kalendarzem ormiańskim (w j. ormiańskim i kipczackim) – Biblioteka Muzeum Narodowego Czartoryskich w Krakowie, Nr 2412
- Psałterz lwowski – Biblioteka Muzeum Narodowego w Krakowie, Nr 3546/III
- Kalendarz ormiański na 500 lat – Biblioteka Jagiellońska, Kraków Nr 3342
- Księga postanowień lwowskiego ormiańskiego sądu duchownego, 1625–1630 – Zbiory prywatne Z. Abrahamowicza, Kraków